# Ada Huja
Ada Huja (en serbe cyrillique : Ада Хуја) est un quartier de Belgrade, la capitale de la Serbie. Il est situé dans la municipalité de Palilula.

## Localisation
Ada Huja est une péninsule située sur la rive droite du Danube. Le quartier est entouré par ceux de Viline Vode et Deponija à l'est et par ceux de Bogoslovija et de Karaburma au sud. Il comprend la baie de Rukavac (en cyrillique : Рукавац) (la baie de « l'armistice »). Le Danube sépare ce quartier de ceux de Višnjica (à l'est) et de Rospi Ćuprija (au sud). Le secteur est grosso modo délimité par la rue Višnjička au sud et par le pont de Pančevo, à l'est.

## Histoire
Ada Huja était autrefois une île fluviale, ainsi que le suggère son nom. Ada huja, vient d'un mélange de termes serbe et turc et il signifie « l'île du froissement ». Après la Seconde Guerre mondiale, le bras du fleuve situé entre le l'île et la rive a été comblé, transformant Ada Huja en péninsule. La partie comblée recouvre le secteur occidental de l'actuel quartier, tandis que l'ancienne île s'étend sur la partie orientale. Aujourd'hui, du pont de Pančevo à l'extrémité orientale de Ada Huja, le quartier s'allonge sur 4 km ; il couvre une superficie d'environ 5 km2.

## Caractéristiques
Ada Huja est un quartier entièrement industriel. Cependant, deux bidonvilles habités par des Roms, considérés comme « sans hygiène », se sont développés à l'est du quartier, à sa limite avec Deponija (Palilula).
L'ouest de Ada Huja s'étend autour de la rue Vuka Vrčevića. Il est couvert de hangars et de sociétés de construction, avec toute une série d'usines de béton et de graviers, et toutes sortes d'installations destinées à leur stockage et à leur traitement.
La partie centrale du quartier n'est pas encore utilisée. À l'exception de quelques hangars, elle reste couverte d'herbe, de bois et de marécages. Pendant les périodes où le Danube est dans ses hautes eaux, la rive de Ada Huja est inondée et les entreprises doivent cesser leurs activités en attendant le reflux.
La partie orientale d'Ada Huja, à la limite de Rukavac, accueille les établissements industriels les plus importants du quartier. Parmi les entreprises situées dans ce secteur, on peut citer l'usine de papier et carton Avala Ada, l'usine de meubles Novi Dom, les entreprises de stockage de gravier Tembo et DV Trade etc. La plus grande piste de karting de Belgrade (ada kart) est également située à cet endroit. La zone boisée de l'ancienne île s'étend de là en direction de l'est.
Ada Huja fait l'objet de plusieurs plans pour un développement futur. La société Eko Zona Ada Huja a été créée en 1992 pour en faire une zone de loisirs, incluant une marina, des centres commerciaux, des installations pour les sports nautiques et des terrains de sport. La société recueille toutes sortes de matériaux, terre, débris et gravats, pour combler la zone marécageuse au centre du quartier. Ce nouveau quartier, suivant la mode belgradoise actuelle de donner le nom de city aux secteurs nouvellement aménagés, pourrait porter le nom de Dunav City, « la ville du Danube ». La Faculté d'architecture de l'université de Belgrade, en revanche, a proposé qu'on l'appelle Vilingrad, « la ville des fées »[réf. nécessaire]. Pour l'instant, ce projet entre en contradiction avec le plan général d'urbanisme de la Ville de Belgrade, qui projette la construction d'un nouveau pont sur le Danube dans ce secteur, destiné à fluidifier la circulation à l'intérieur de la capitale ; de même, une nouvelle gare de marchandises pourrait être installée à Ada Huja[réf. nécessaire].